# Épistolier (littérature)
Pour les articles homonymes, voir épistolier.
Un épistolier ou une épistolière est un auteur dont la correspondance a une valeur littéraire avérée (si les lettres sont fictives, on parlera de roman épistolaire). Cet aspect de la littérature s'est particulièrement affirmé à partir du XVIIe siècle, en concomitance avec le développement de la sociologie de l'art.
On peut citer parmi les correspondances anciennes ayant connu une reconnaissance littéraire celles de Cicéron, d'Érasme, de René Descartes, de Jean-Louis Guez de Balzac, de Madame de Sévigné, de Voltaire, de Gustave Flaubert, de George Sand.

## «Épistoliers» et «épistolographes»
On peut distinguer, parmi les correspondances intéressantes et faisant l'objet de publication intégrale : les correspondances réelles, soit intéressantes comme documents historiques, soit ayant une valeur littéraire reconnue, et les correspondances fictives, qui forment un roman épistolaire lorsqu'une histoire suivie se dégage clairement derrière l'échange de lettres attribuées à des personnages fictifs. D'autre part, parmi les correspondances présentant une valeur proprement littéraire, il faudrait théoriquement distinguer entre celles qui ont été conçues dès l'origine comme des œuvres à publier (lettres d'art), et celles dont la valeur littéraire est reconnue postérieurement (dans le cas, notamment, de la publication de la correspondance privée d'écrivains). Cependant, ces distinctions ne sont souvent que théoriques: voir par exemple le cas de Mme de Sévigné, dont la correspondance « réelle » était diffusée auprès d'un certain public déjà de son vivant, et donc était aussi rédigée dans cette perspective.
On appelle « épistolographes », notamment dans la littérature grecque ancienne, les auteurs de recueils de lettres fictives, un genre développé particulièrement à l'époque de la seconde sophistique. Nous avons conservé des recueils d'Alciphron, de Philostrate l'Athénien, d'Aristénète, de Théophylacte Simocatta. Les écoles de rhétorique de l'Antiquité produisirent également une grande quantité de lettres apocryphes, attribuées à des personnages illustres (rois, tyrans, hommes d'État, philosophes comme Platon, orateurs, poètes, etc.). L'examen critique de ces lettres, longtemps considérées comme authentiques, a commencé dès 1697 avec la dissertation de l'Anglais Richard Bentley intitulée "Dissertation sur les Épitres de Thémistocle, de Socrate, d'Euripide, de Phalaris et sur les fables d’Ésope", ouvrage qui fera date et dans lequel sont remises en cause leurs authenticités.

## Épistolière

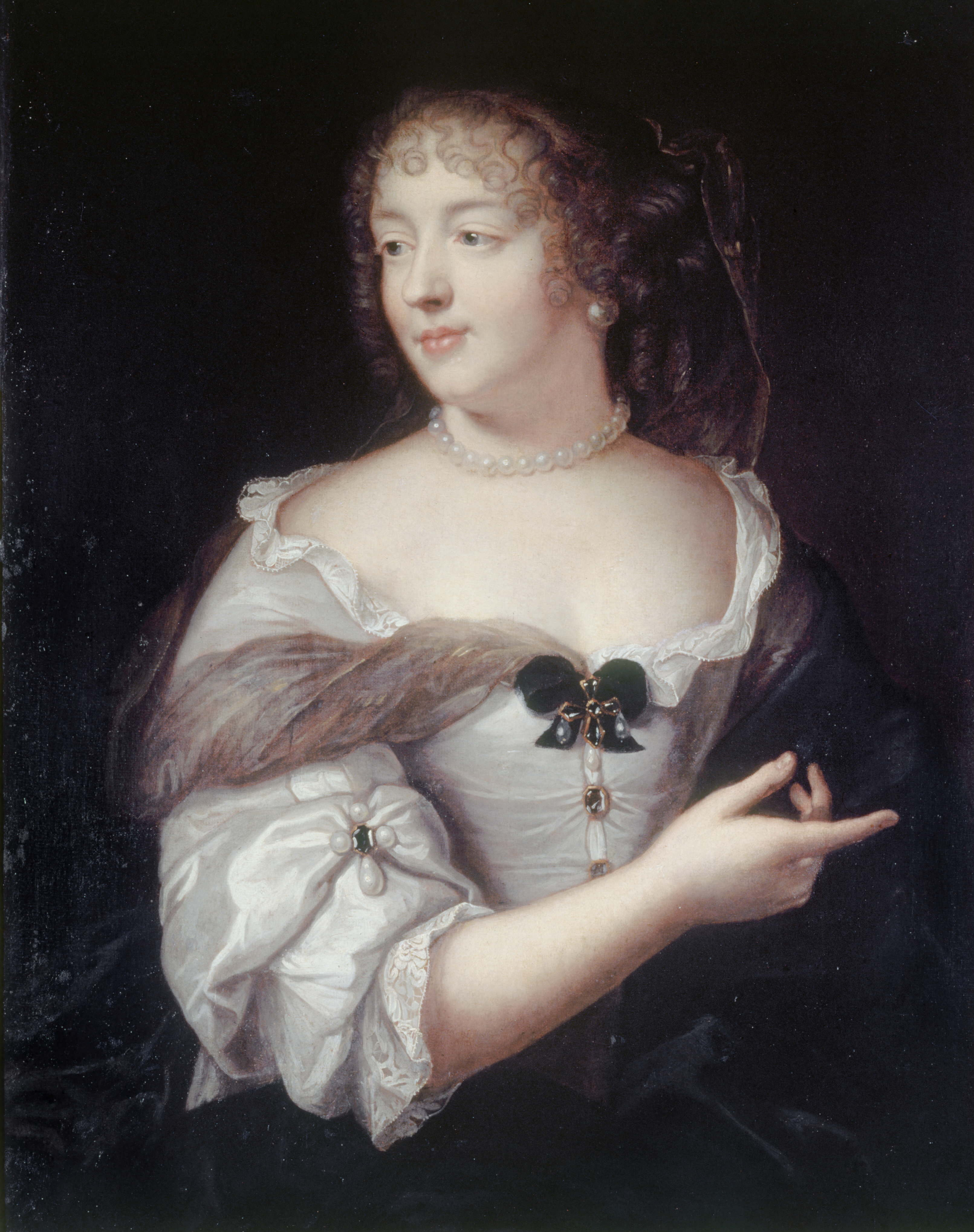
La marquise de Sévigné, l’archétype de l’épistolière.

Au cours du temps, nombre des correspondances rédigées par des femmes ont fait l’objet de publications. Certaines d’entre elles n’ignoraient pas la valeur littéraire accordée à ses missives que leurs destinataires faisaient quelquefois circuler. Certaines correspondances étaient, au contraire, strictement privées et leur valeur littéraire – et dans ce cas, historique – n’est apparue que lors de la redécouverte de ces lettres, quelquefois beaucoup de temps après la mort de leur auteur, comme pour Élisabeth Bégon dont la correspondance n’a été retrouvée qu’en 1932 dans les archives du Ministère de la Marine.
On s’accorde généralement à dire que ce qui caractérise les lettres émanant des épistolières est leur naturel. Ainsi Madame de Sévigné a incarné cette qualité au point d’être considérée comme l’archétype de l’épistolière et une écrivaine à part entière :
C’est cette précieuse collection qui semble influer sur la réputation de toutes les femmes :
car l’on répète sans cesse, depuis Madame de Sévigné, qu’elles écrivent mieux que les hommes
et qu’elles sentent plus délicatement qu’eux.
Suzanne Necker
Cependant lorsqu’en 1669, paraissent les célèbres Lettres portugaises présentées comme la traduction de cinq lettres envoyées par une religieuse portugaise à un officier français, celles-ci passeront longtemps pour d’authentiques lettres dues à Mariana Alcoforado avant d’être définitivement classées par la critique moderne comme une œuvre de fiction littéraire attribuées à Gabriel de Guilleragues.
La frontière entre le réel et la fiction s’estompe donc volontiers entre littérature et correspondance, surtout lorsque les romanciers feront de cette technique d’écriture un artifice littéraire qui sera le roman épistolaire, genre qui culminera au siècle des Lumières lorsque les écrivains tenteront de persuader leur lectorat qu’il a entre les mains une réelle correspondance, ce à quoi parviendra plus ou moins Rousseau avec la Nouvelle Héloïse.

### Quelques épistolières célèbres
Juliette Adam, Jeanne d'Albret, Sophie Arnould, Élisabeth-Charlotte de Bavière, Élisabeth Bégon, Anne-Louise de Bourbon-Condé, Catherine de Bourbon, Adélaïde de La Briche, Cécile Bruyère, Marie-Angélique de Coulanges, Christine de Pisan, Zulma Carraud, Marthe-Marguerite de Caylus, Isabelle de Charrière, Anastasie de Circourt, Sophie Cottin, Hélisenne de Crenne, Madeleine Des Roches, Catherine Des Roches, Marie Du Deffand, Louise d'Épinay, Marie-Madeleine de La Fayette, Abigail Franks, Marie-Thérèse Geoffrin, Françoise de Graffigny, Marie-Madeleine Hachard, Anne-Catherine Helvétius, Marie-Thérèse de Hongrie, Sophie d'Houdetot, Alix de Lamartine, Adrienne Lecouvreur, Ninon de Lenclos, Julie de Lespinasse, Marie-Anne de Mailly-Nesle, Françoise de Maintenon, Marie-Louise Mignot, Marguerite de Navarre, Mary Montagu, Mathilde de Flandre, Jeanne Marie Bouvier de La Mothe-Guyon, Juliette Récamier, Mme de Rémusat, Marie-Jeanne Riccoboni, Manon Roland, Gabrielle Roy, Madeleine de Sablé, Saint-Huberty, George Sand, Sidonie-Gabrielle Colette, Marie-Madeleine de Scudéry, Madame de Sévigné, Marguerite de Staal, Germaine de Staël, Sophie Swetchine, Claudine Guérin de Tencin, Marie-Anne de La Trémoille, Élisabeth Vigée-Le Brun, Sophie Volland.